# Phaenocarpa breviflagellum
Phaenocarpa breviflagellum är en stekelart som beskrevs av Van Achterberg och Zaykov 1981. Phaenocarpa breviflagellum ingår i släktet Phaenocarpa och familjen bracksteklar. Inga underarter finns listade i Catalogue of Life.